# 郎本中
郎本中，明朝政治人物、明朝刑部尚書、明朝吏部尚書。洪武三年，擔任刑部尚書。同年十一月，改任吏部尚書。郎本中為明朝前期由胥吏出身的一批官員之一。他的出身僅為三省的省掾，並非科舉出身。